# ニチレキ
ニチレキ株式会社（にちれき）は、東京都千代田区に本社を置く、舗装材料などを製造・販売するメーカーである。
改質アスファルト・乳剤販売でトップ。一般舗装工事の受注・施工は地域子会社が担当する。

## 沿革
- 1943年 ‐ 日本瀝青化学工業所を創業
- 1946年 ‐ 合資会社日本瀝青化学工業所に組織変更
- 1949年 ‐ 日瀝化学工業株式会社に組織変更
- 1970年 ‐ 東京証券取引所第2部に上場
- 1974年 ‐ 東京証券取引所第1部に指定替え・大阪証券取引所第1部に上場
- 1994年 ‐ ニチレキ株式会社（初代）に商号変更
- 2024年10月1日 ‐ アスファルト応用加工製品事業および道路舗装事業をニチレキ分割準備株式会社（同日付でニチレキ株式会社（2代）に商号変更）に吸収分割により承継して持株会社体制に移行し、ニチレキグループ株式会社に商号変更[1]。

## 事業所
- 本社 - 東京都千代田区
  - 道路エンジニアリング部 - 埼玉県越谷市
  - 技術研究所 - 栃木県下野市
- 北海道支店
  - 支店・恵庭工場
  - 恵庭営業所
  - 苫小牧出張所
  - 札幌営業所
  - 旭川営業所
  - 釧路営業所
  - 北見出張所
- 東北支店
  - 支店・仙台工場
  - 宮城営業所
  - 青森営業所・工場
  - 五所川原出張所
  - 岩手営業所
  - 盛岡出張所
  - 秋田営業所
  - 秋田工場
  - 山形営業所
  - 福島営業所・郡山工場
- 関東支店
  - 支店・小山工場
  - 栃木営業所
  - 黒磯出張所
  - 茨城営業所
  - 群馬営業所・工場
  - 新潟営業所・工場
  - 下越出張所
  - 長野営業所
  - 飯田出張所
- 東京支店
- 中部支店
- 関西支店
- 中国支店
- 四国支店
- 九州支店

## 関連会社一覧
- 朝日工業株式会社 ‐ JASDAQに上場し、電気炉の製造を行う朝日工業とは無関係。
- 道瀝工業株式会社
- 日瀝道路株式会社
- 日レキ特殊工事株式会社

- 北海道ニチレキ工事株式会社
- 東北ニチレキ工事株式会社
- 青森ニチレキ株式会社
- 岩手ニチレキ株式会社
- 秋田ニチレキ株式会社
- 福島ニチレキ株式会社
- 埼玉ニチレキ株式会社
- 千葉ニチレキ株式会社
- 長野ニチレキ株式会社
- 中部ニチレキ工事株式会社
- 近畿ニチレキ工事株式会社
- 中国ニチレキ工事株式会社
- 四国ニチレキ工事株式会社
- 九州ニチレキ工事株式会社
- 西九州ニチレキ株式会社
- 熊本ニチレキ株式会社
- 宮崎ニチレキ株式会社
- 鹿児島ニチレキ株式会社
- ラインファルト工業株式会社